# Rạn san hô Elizabeth
Rạn san hô Elizabeth là một rạn san hô vòng nằm ở phía bắc biển Tasman, cách đảo Lord Howe khoảng 150 km về phía bắc và cách bờ biển New South Wales khoảng 555 km ở phía đông, tính từ Coffs Harbour. Rạn san hô Elizabeth cách rạn san hô Middleton gần đó một eo biển rộng khoảng 45 km. Cả hai đều là một phần của cao nguyên ngầm Lord Howe và đều thuộc Quần đảo Biển San hô của Úc.
Cả Elizabeth và Middleton là hai đảo san hô nằm ở cực nam của thế giới. Kích thước đo được của rạn Elizabeth là 8,2 km x 5,5 km, nhỏ hơn một chút so với Middleton. Mặc dù có vĩ độ tương đối cao, cả hai rạn san hô đều có hệ động thực vật biển phong phú và đa dạng, do vị trí của chúng là nơi các dòng hải lưu nhiệt đới và ôn đới hội tụ.
Hầu hết các rạn san hô đều chìm dưới biển, chỉ có thể nhìn thấy hai mũi cát nhô khi thủy triều lên. Khi triều rút, các rạn san hô dần lộ ra. Bãi cạn lớn nhất là đảo Elizabeth nằm trên rạn san hô Elizabeth, với đường kính khoảng 400 m và cao hơn mực nước biển 1 m.
Rạn san hô Elizabeth và Middleton tạo thành Khu bảo tồn Công viên Quốc gia biển Elizabeth và Middleton Reefs do Chính phủ Úc quản lý theo Ủy thác Di sản Tự nhiên.

## Hệ sinh thái động thực vật
Các nghiên cứu khảo sát của Viện Khoa học Hàng hải Úc cho thấy, số lượng lớn cá thể của loài cá mú Epinephelus daemelii, một loài đang bị đe dọa, xuất hiện ở đây. Nhiều loài đang có nguy cơ bị đe dọa cũng có mặt tại hai rạn san hô này, là cá mập Carcharhinus galapagensis và rùa xanh Chelonia mydas. Bên cạnh đó, đây cũng là nơi bảo vệ một số loài cá biển có giá trị và rùa biển di cư, kể cả các loài chim biển.
Cuộc khảo sát năm 2003 cho biết có tất cả 111 loài san hô cứng và 181 loài cá được ghi nhận, trong đó có 61 loài cá mới được phát hiện.